# Hubertus Schmoldt

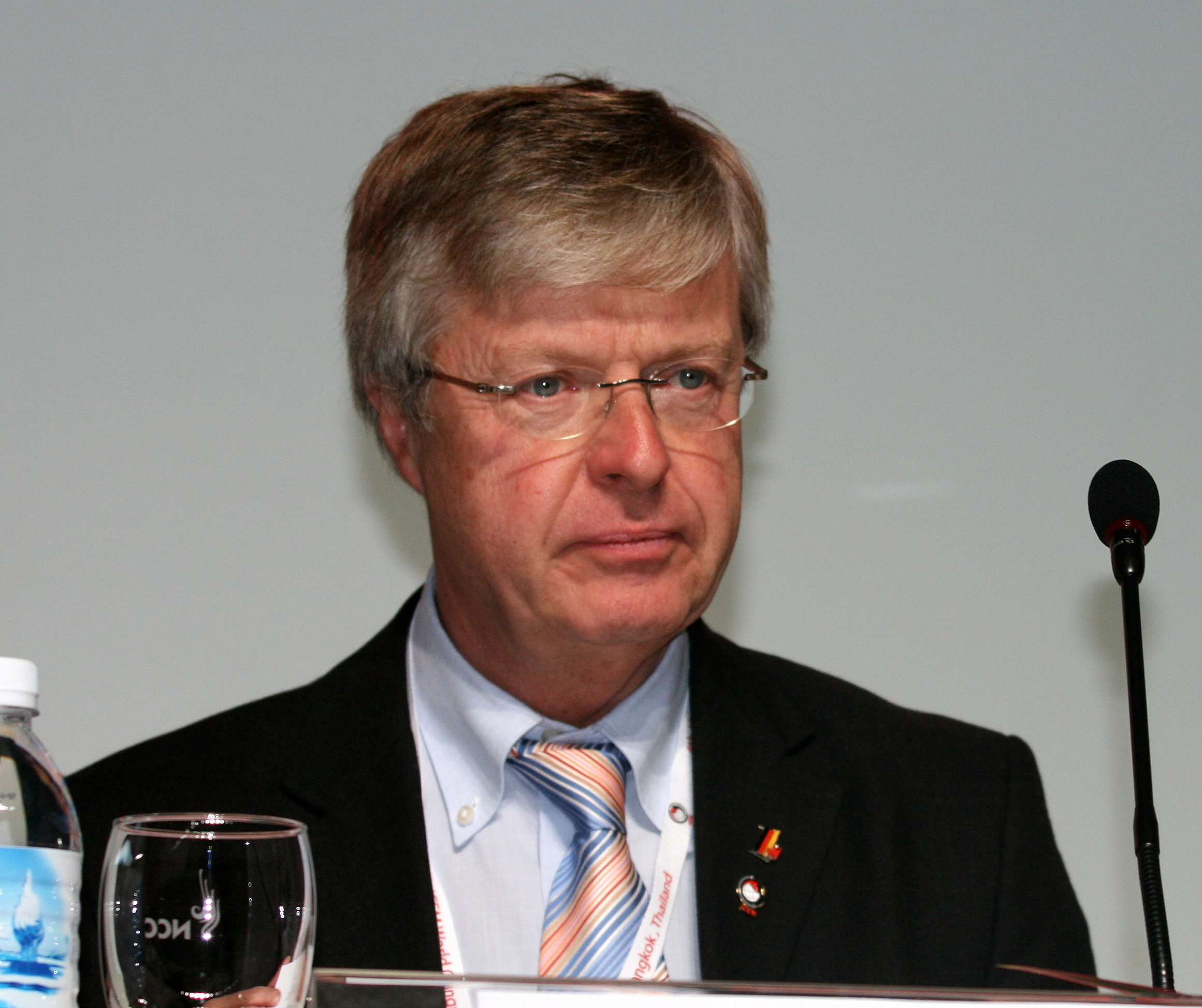
Hubertus Schmoldt

Hubertus Schmoldt (ur. 14 stycznia 1945 w Poznaniu) – niemiecki działacz związkowy, przewodniczący związku zawodowego IG Bergbau, Chemie, Energie (IG BCE).
Po uzyskaniu kwalifikacji ślusarza maszynowego Schmoldt wstąpił w 1963 roku do związku zawodowego IG Chemie, Papier, Keramik i zajmował od tego czasu różne funkcje w organizacji młodzieżowej i innych gremiach związku.
W roku 1966 Schmoldt wstąpił do SPD. W latach 1966–1969 studiował w hamburskiej Wyższej Szkole Gospodarki i Polityki.
Od roku 1969 Schmoldt jest zawodowym związkowcem, a w latach 1997–2009 przewodniczącym powstałego wtedy w wyniku fuzji związku IG BCE. 
Schmoldt pełnił funkcję przedstawiciela pracowników w radach nadzorczych licznych przedsiębiorstw; jest zwykłym członkiem rady nadzorczej koncernu Bayer AG oraz wiceprzewodniczącym tego gremium w przedsiębiorstwach: E.ON AG, BP AG i innych.